# Pavlivka, Ripkî
Pavlivka (în ucraineană Павлівка) este un sat în comuna Duhankî din raionul Ripkî, regiunea Cernihiv, Ucraina.

## Demografie
Componența lingvistică a localității Pavlivka
     Ucraineană (96,52%)
     Rusă (3,3%)
     Alte limbi (0,18%)
Conform recensământului din 2001, majoritatea populației localității Pavlivka era vorbitoare de ucraineană (96,52%), existând în minoritate și vorbitori de rusă (3,3%).